# Tablero OSB

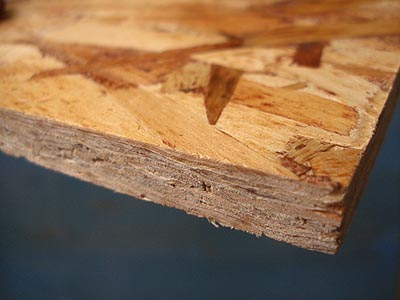
Detalle de un tablero donde se ven las astillas o virutas que lo conforman.

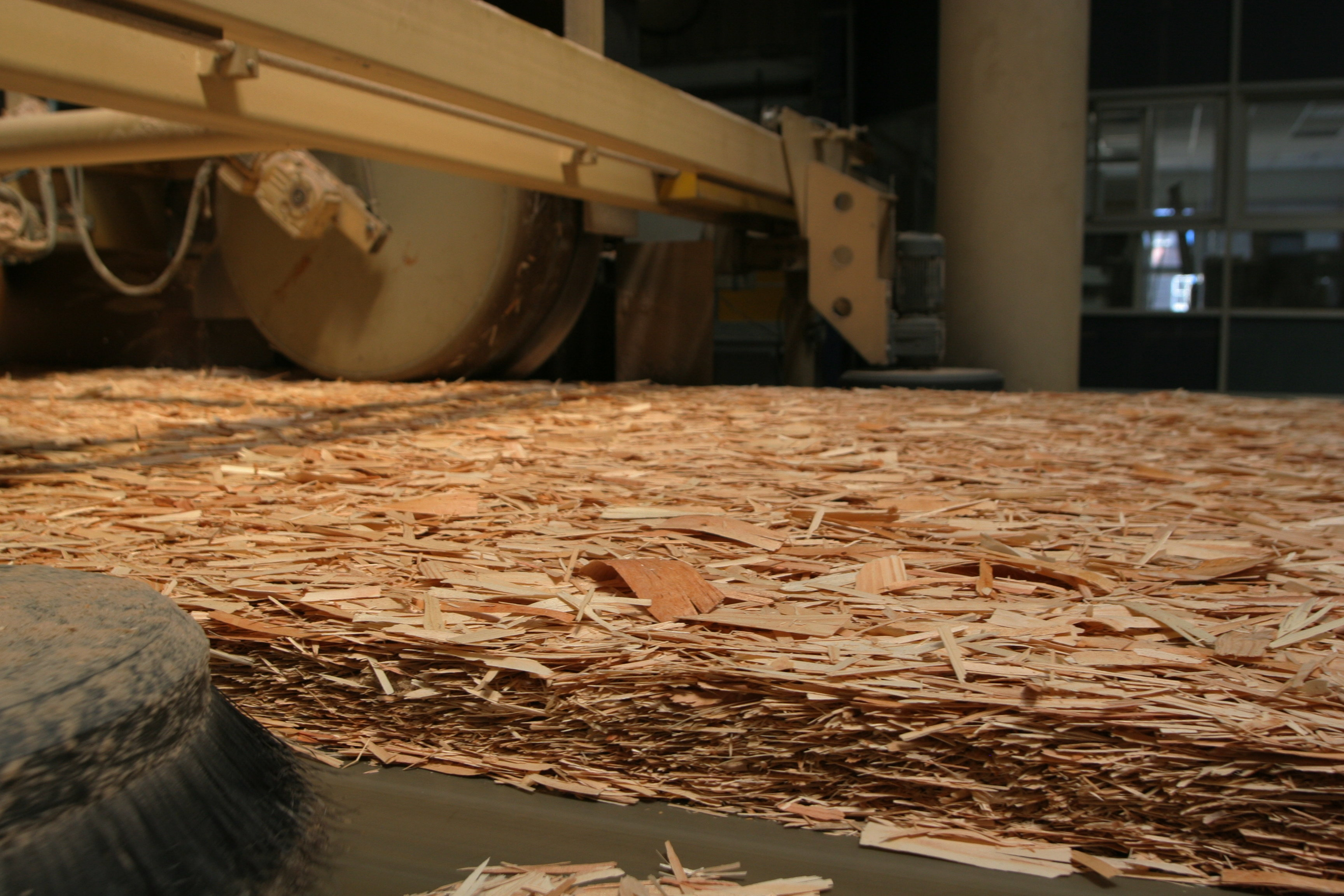
Tablero de virutas orientadas antes del proceso de prensado.

El tablero OSB, de las siglas en inglés oriented strand board (OSB), literalmente tablero de virutas orientadas, es un tipo de tablero conglomerado. Aunque el término apropiado sea simplemente OSB, la importación del anglicismo ha derivado en la popularización —gramaticalmente redundante— del término "tablero OSB".

## Composición
En este tipo de tableros se unen varias capas formadas por virutas o astillas de madera, orientadas en una misma dirección. Cada capa sigue una orientación perpendicular a la capa anterior, de tal manera que se consigue un material con un comportamiento homogéneo ante las dilataciones o los esfuerzos en distintas direcciones.
Las virutas suelen tener tamaños desde 80 mm hasta 150 mm, y se unen con diversos aglomerantes, mediante la aplicación de presión y altas temperaturas.
Los aglomerantes más empleados son las resinas fenólicas, las resinas de poliuretano y distintos adhesivos basados en urea, formol o melamina.
También es posible incorporar aditivos para mejorar las prestaciones del tablero, bien sea para incrementar la resistencia al fuego, a la humedad o al ataque de insectos.

## Características
Los tableros tienen grosores entre los 6 y los 28 mm, y dimensiones en torno a los dos metros. Su densidad es variable, pero en general suele ser similar a la de las maderas semipesadas, en torno a los 650 kg/m³. Sus propiedades de aislamiento, insonorización y resistencia son similares a los de la madera "natural", si bien la incorporación de resinas y aditivos suele conferir características ligeramente mejoradas. Además, gracias al proceso de manufactura, se eliminan los defectos en forma de nudos, rajas, vetas o huecos que puede presentar la madera sin tratar, por lo que a efectos de normativa, los tableros OSB (al igual que todos los productos derivados de la madera) obtienen mejores resultados.
Según los tratamientos y aditivos a los que se sometan, los tableros de virutas orientadas se clasifican en cuatro grupos:
- OSB/1 para uso interior y decoración
- OSB/2 para estructura de carga en ambiente seco.
- OSB/3 para estructura de carga en ambiente húmedo.
- OSB/4 para estructura de carga de altas prestaciones.

## Utilización
Los OSB se utilizan tanto en revestimientos finales y mobiliario (debido a su aspecto agradable a la vista), como en estructura. Se utilizan como "alma" en vigas mixtas o de madera, como tableros de soporte de la cubierta, como base de suelos y también formando parte de algunos tipos de "panel sándwich".

## Tableros de virutas
Un material muy parecido al OSB es el tablero de virutas (denominado Waferboard en inglés), que, a diferencia del OSB, emplea virutas más pequeñas y no orientadas. Por concepto y propiedades, es un material que se asemeja más a los tableros de partículas que a los contrachapados, y no se usa con fines estructurales.